# メスクロキアゲハ
メスクロキアゲハ（Papilio polyxenes）は、アゲハチョウ科に属するチョウの一種。クロキアゲハという和名も知られる。

## 分布
北アメリカから南アメリカ北部までの、アメリカ州のひろい範囲で見られる。IUCN (Puttick, Walker & Hall 2021) は本種が定着している国として、カナダ、アメリカ合衆国、メキシコ、グアテマラ、ベリーズ、エルサルバドル、ホンジュラス、ニカラグア、コスタリカ、パナマ、コロンビア、ベネズエラを認めている。キューバにも地域個体群が分布していたが、現在は絶滅したと考えられている。北米においてはカナダの低地林から亜熱帯地域まで分布し、北部・北西部には分布しない。南米ではエクアドルやペルーからの報告も知られる。

## 形態

### 成虫
成虫の翅の亜外縁部には黄色の斑紋が列状に並び、後翅の後角には赤色の斑紋を有する。後翅の裏側の黄色斑は濃いオレンジ色になることが多い。腹部は黒く、側面には黄色の点状の斑紋が二列に並ぶ。性的二型を示すことが知られ、一般に、メスは後翅表側の青色帯が発達する。また、斑紋多型を示すことも知られ、アメリカにおいては東北部では黒色部は発達する個体が、カリフォルニア州では黄色部が発達する個体が多くなるなど、分布域ごとに斑紋のパターンが変化する傾向が見られるため、いくつかの亜種に分類される。本種の亜種分類にかんしては統一的な見解がないとされるため、本項では詳述しない。
青色帯が発達する本種のメスの翅表はアオジャコウアゲハ Battus philenor とよく似ており、メスのみが、アオジャコウアゲハをモデルにしたベイツ型擬態の好例としてしばしば紹介される。また、翅表とは異なり翅裏ではあまり性差が見られず、翅裏の斑紋は雌雄ともにアオジャコウアゲハのものとよく似るため、メスだけではなくオスの翅裏の斑紋もベイツ型擬態として機能している可能性も指摘されている。

### 幼虫
成熟した幼虫は緑系の色を基調とし、体節ごとに黒色の帯を有する。黒色帯には黄色やオレンジ色の斑紋が散らばる。体色や黒色帯の発達の度合いには個体変異が見られる。

### 蛹
蛹の体色にも淡褐色から緑色まで変異がある。蛹の体色は幼虫期の光周期によって影響を受けることが知られる。

## 生態

### 成虫
成虫の出現期は地域によって異なる。オス成虫は山頂になわばりをもつ占有行動を示し、なわばり内に入ってきた同種のオスまたはそれに似たチョウを追飛する。メスは通常、二回以上交尾を行う。卵は食草上にひとつずつ産みつけられる。

### 食草
幼虫は基本的にセリ科植物を食草とするが、一部ミカン科植物の摂食も記録されている。食草として記録されている種は以下のとおりである。
セリ科
- Angelica ampla
- Ang. atropurpurea
- Ang. venenosa
- ディル Anethum graveolens
- セロリ Apium graveolens
- Conium maculatum
- Daucus pusillus
- ニンジン Daucus carota var. sativus
- Cryptotaenia canadensis
- フェンネル Foeniculum officinale
- Ligusticum scothicum
- Berula erecta
- Osmorhiza longistylis
- Oxypolis canbyi
- パースニップ Pastinaca sativa
- パセリ Petroselinum crispum
- Ptilimnium capillaceum
- キャラウェイ Carum carvi
- Cicuta maculata
- Ci. bulbifera
- Ci. douglasii
- Sium suave
- Spermolepis divaricata
- Taenidia integerrima
- Thaspium barbinode
- Zizia aurea
- Z. aptera
- Cymopterus panamintensis var. acutifolius
- Tauschia parishii
- Tau. arguta

ミカン科
- Thamnosma texana
- Thamnosma montana
- ヘンルーダ Ruta graveolens
- Dictamnus albus

## ギャラリー

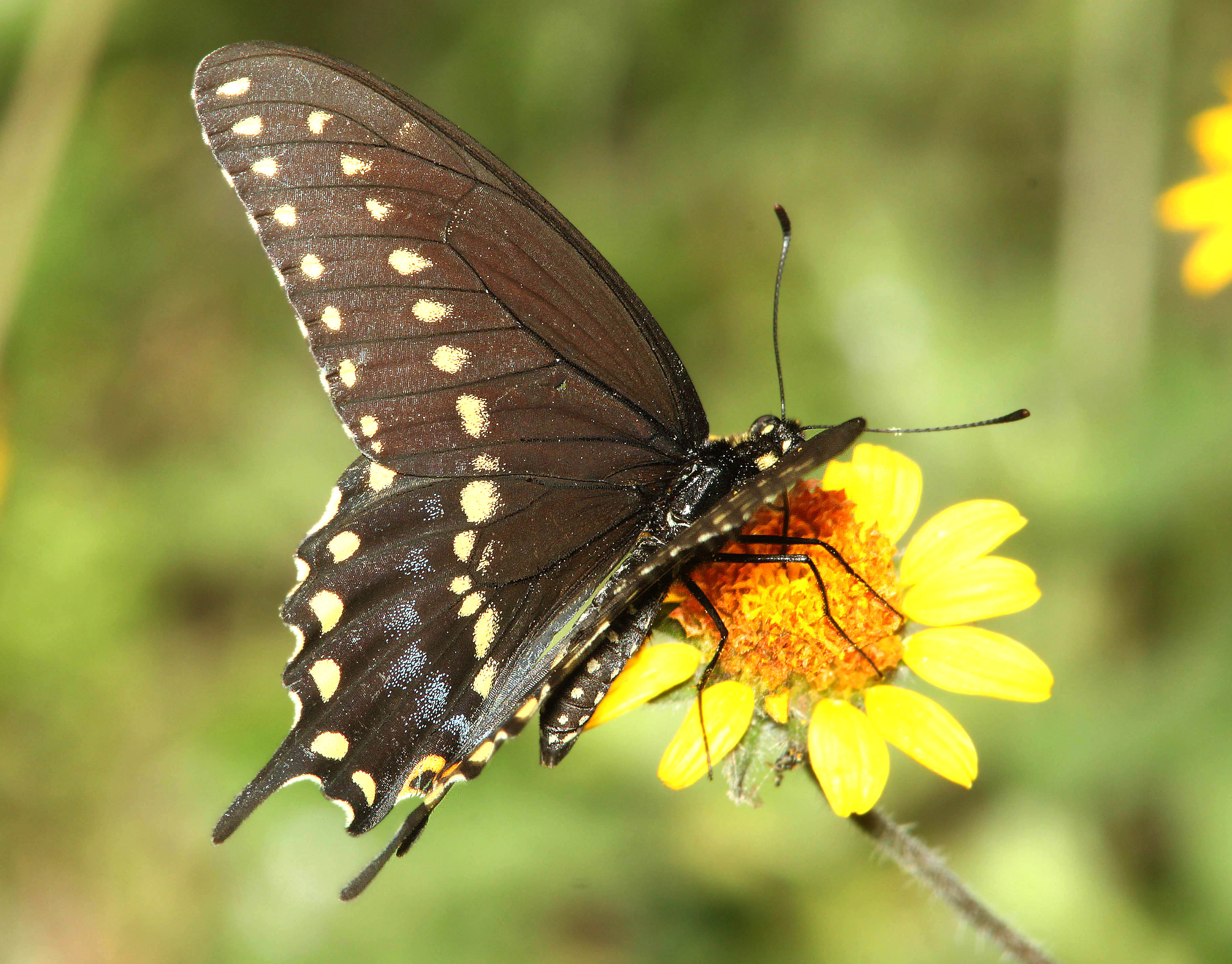
黒っぽい ♂成虫, アメリカ, National Butterfly Center（フロリダ州）
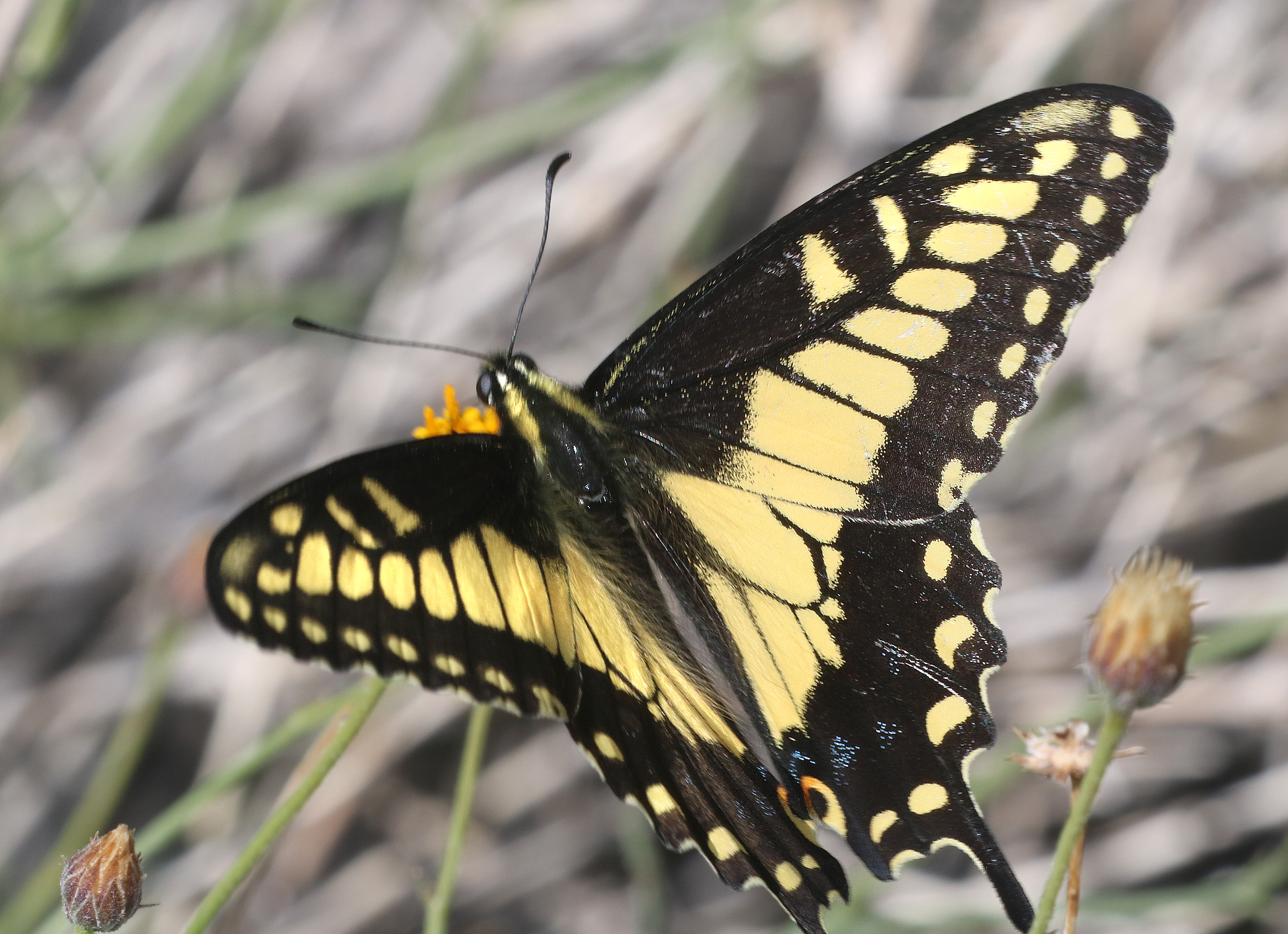
黄色っぽい ♂成虫, アメリカ, サンディエゴ（カリフォルニア州）
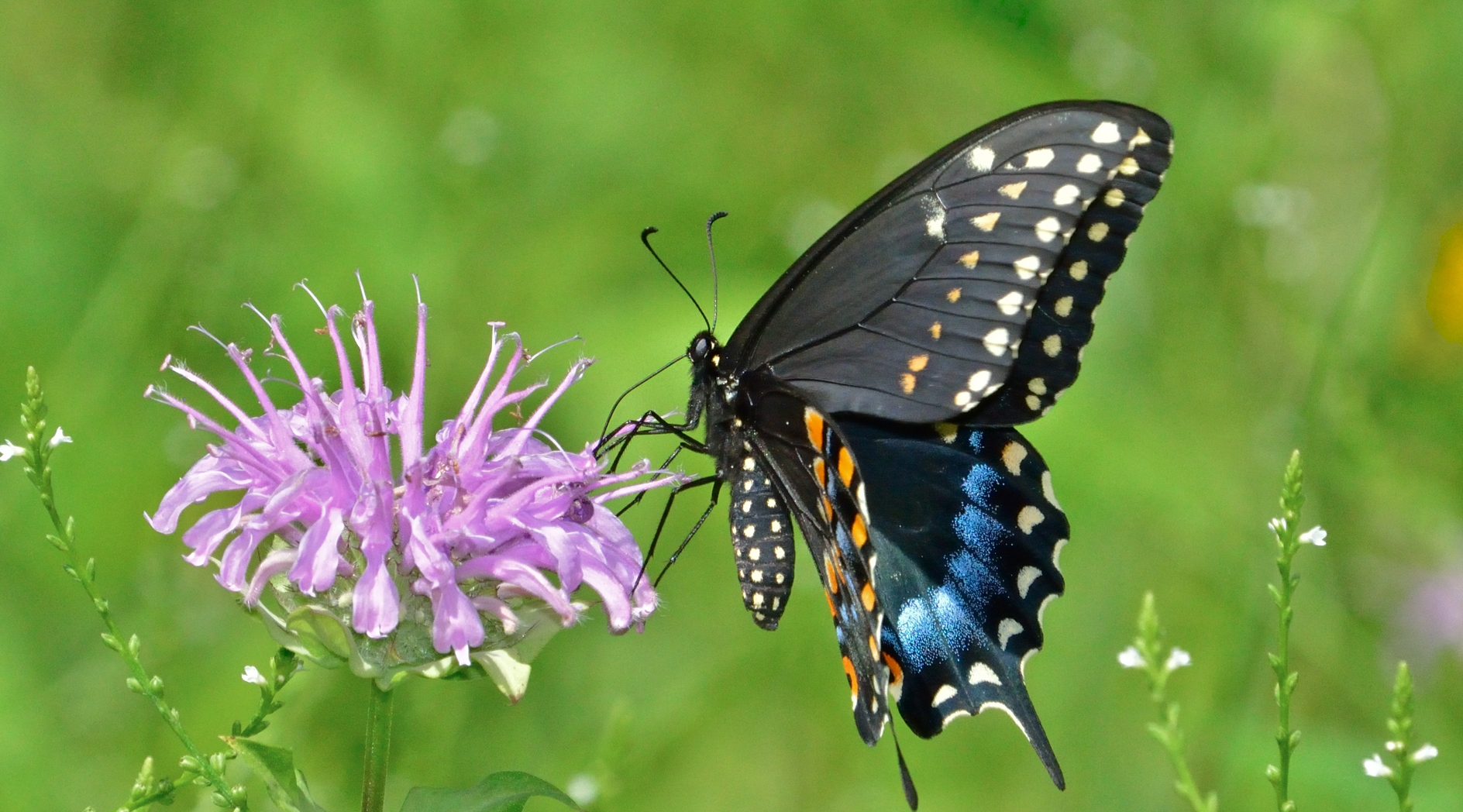
♀成虫, アメリカ（ニュージャージー州）
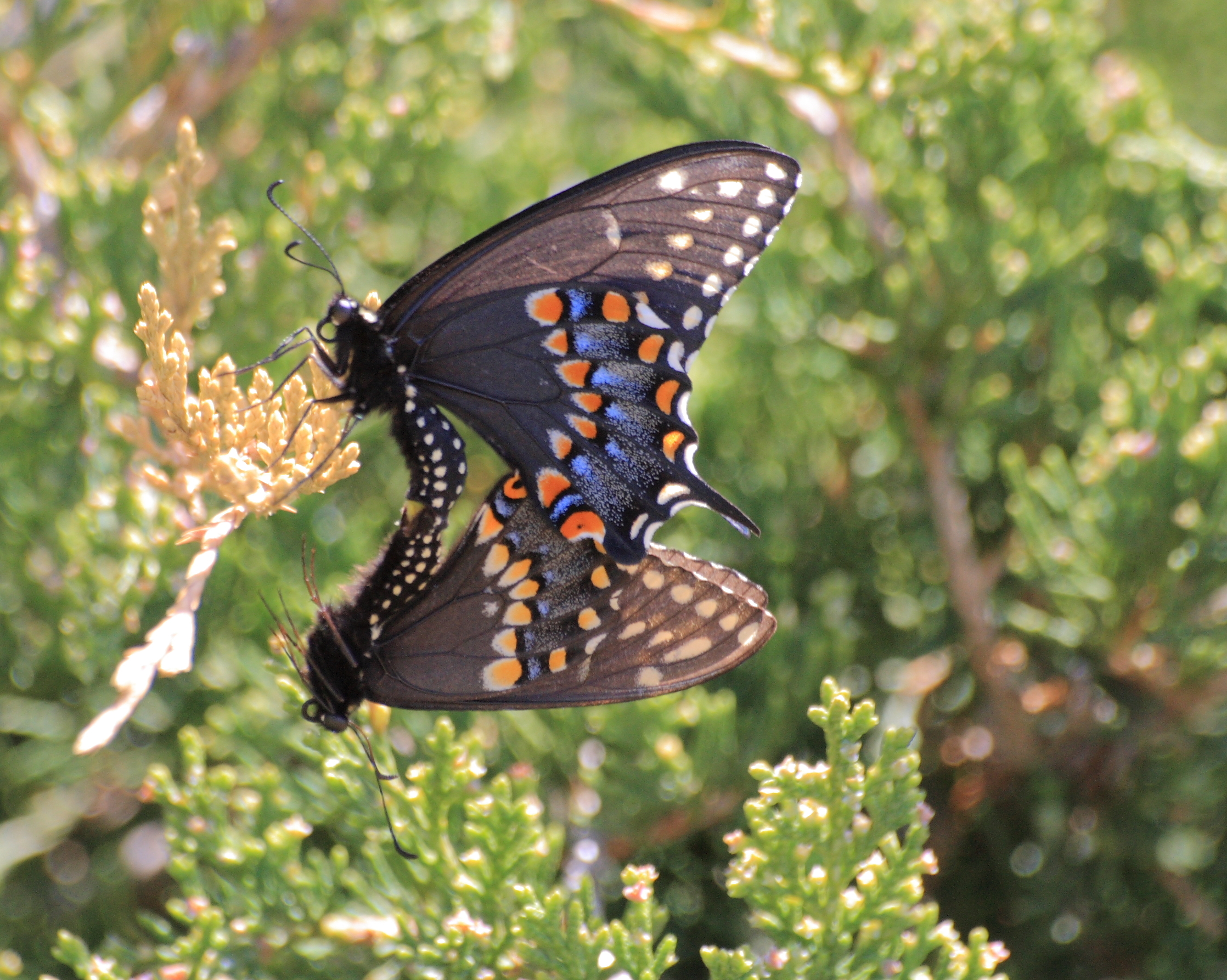
本種の交尾, アメリカ（コネチカット州）
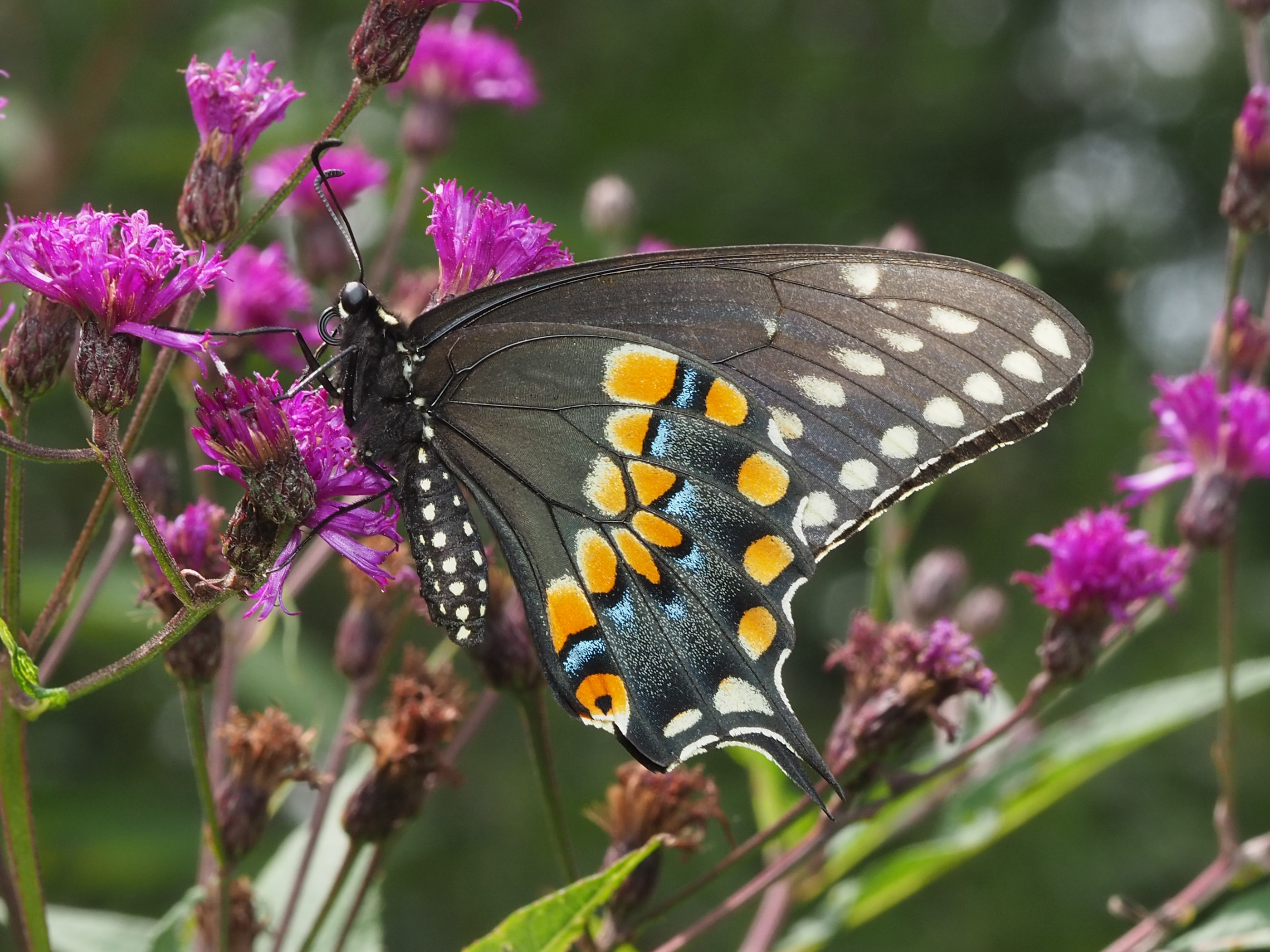
本種の♀成虫（翅裏）, アメリカ（ペンシルベニア州）
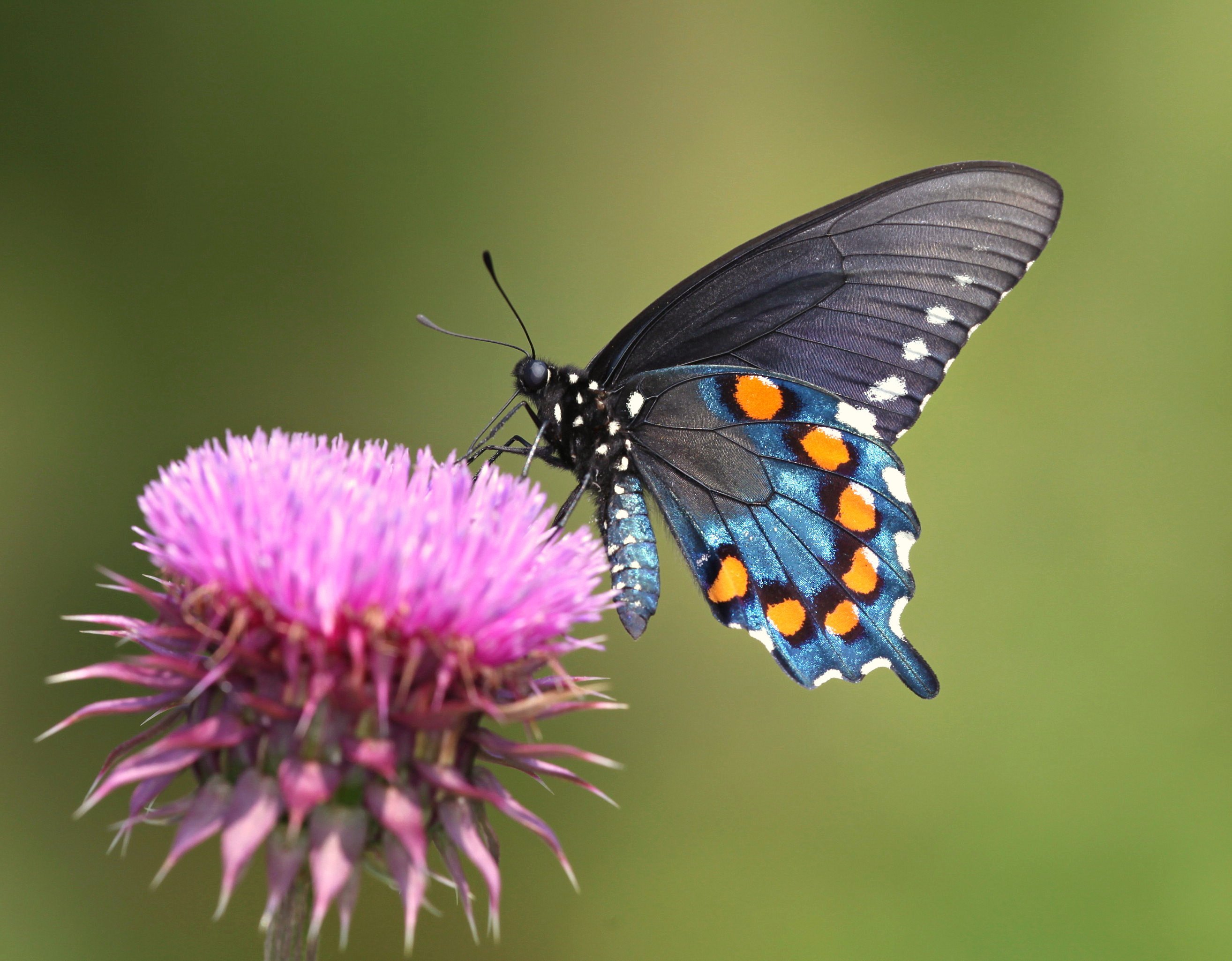
ベイツ型擬態のモデルとされるアオジャコウアゲハ♀成虫（翅裏）, アメリカ（ノースカロライナ州）
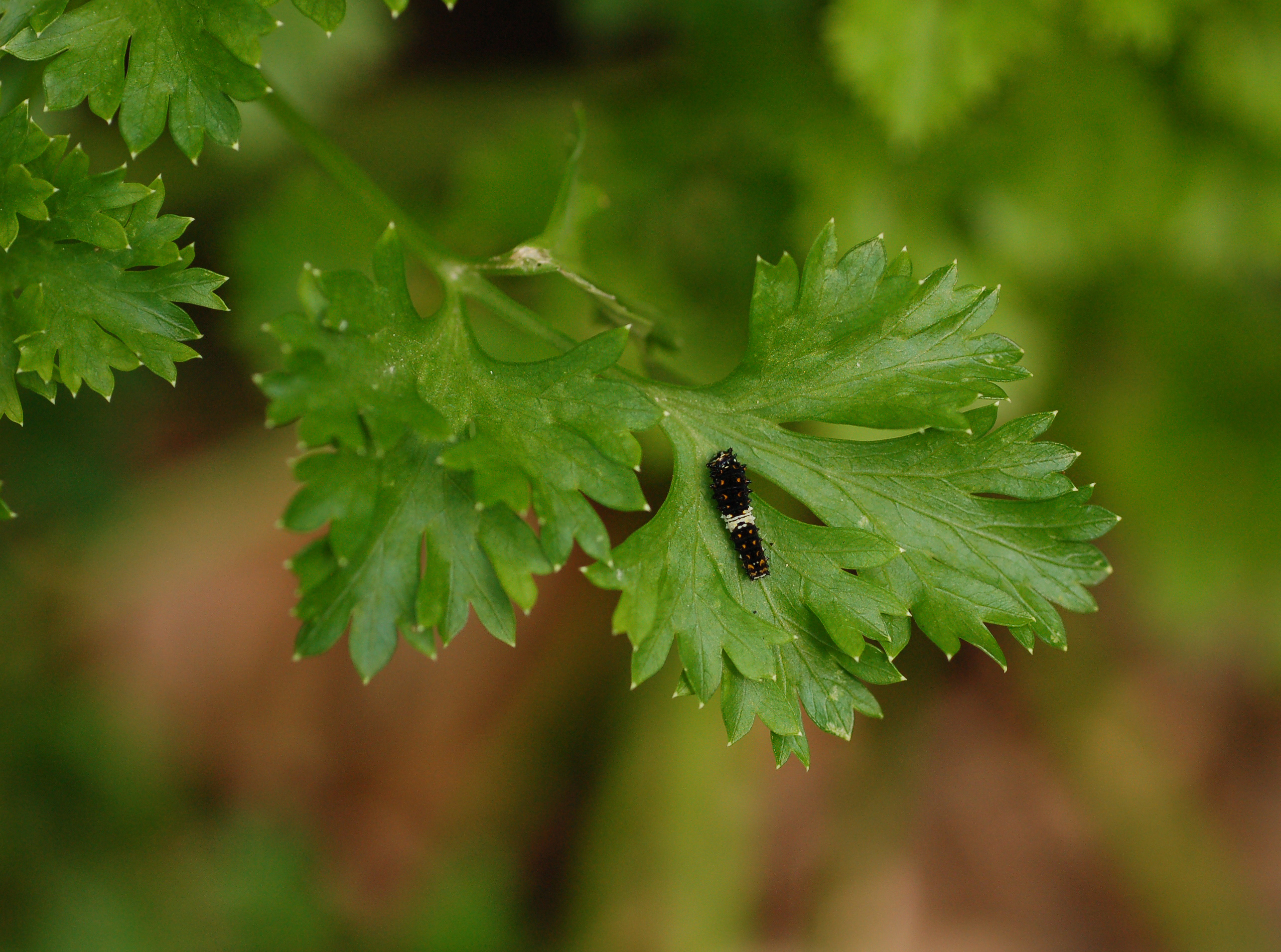
パセリ葉上の若齢幼虫, アメリカ（ニュージャージー州）
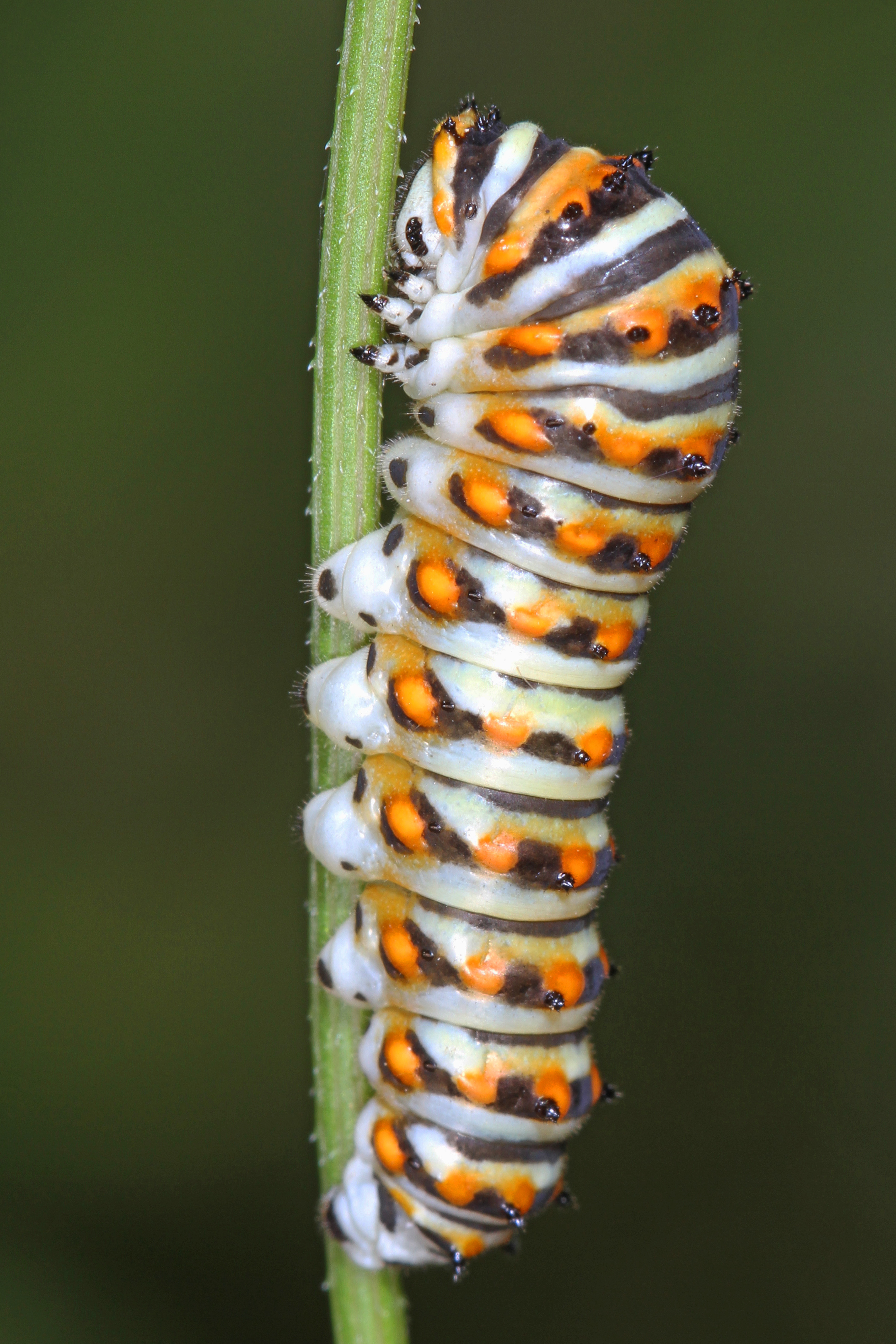
老齢幼虫, アメリカ（バージニア州）
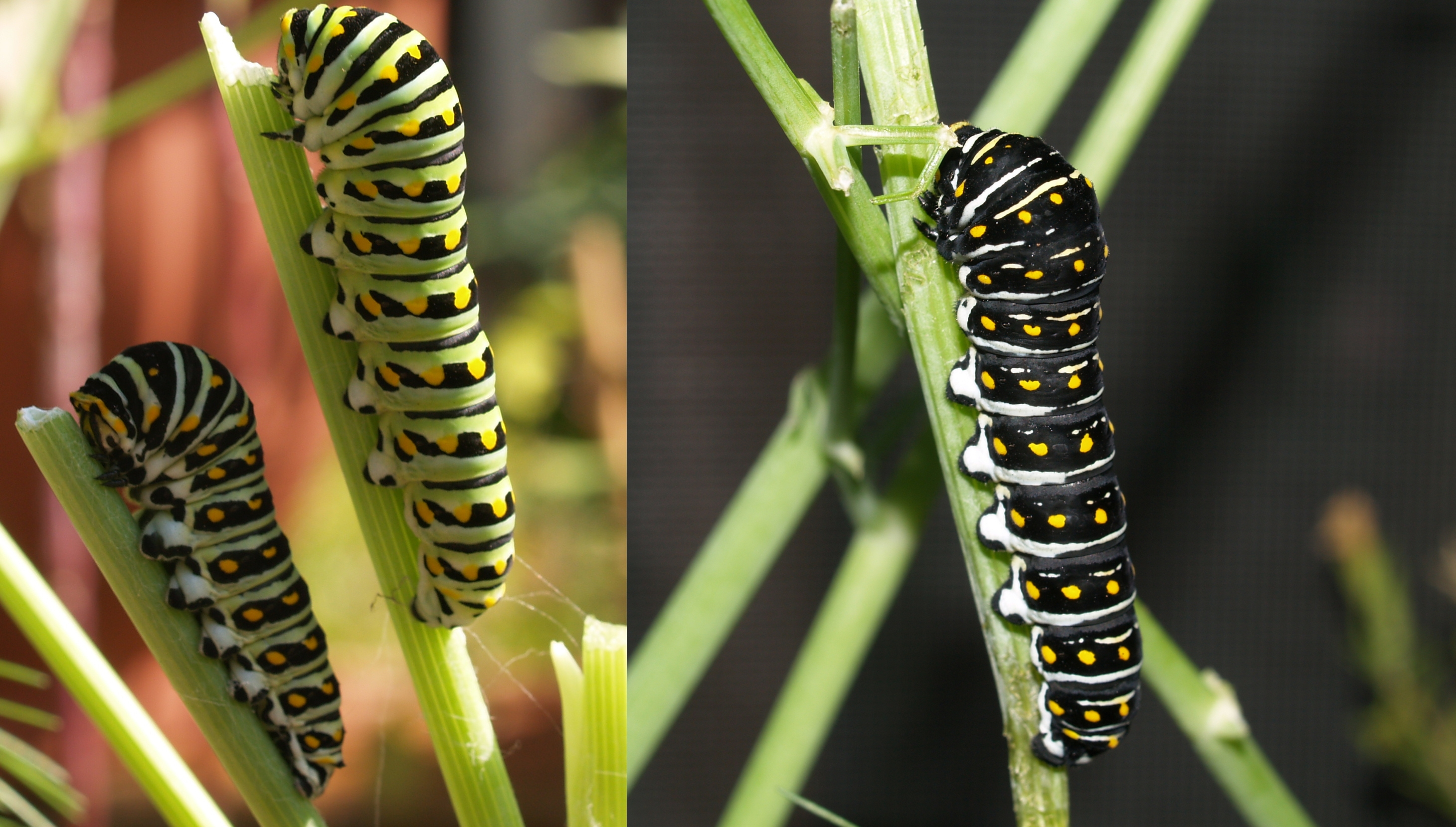
老齢幼虫の体色の個体差
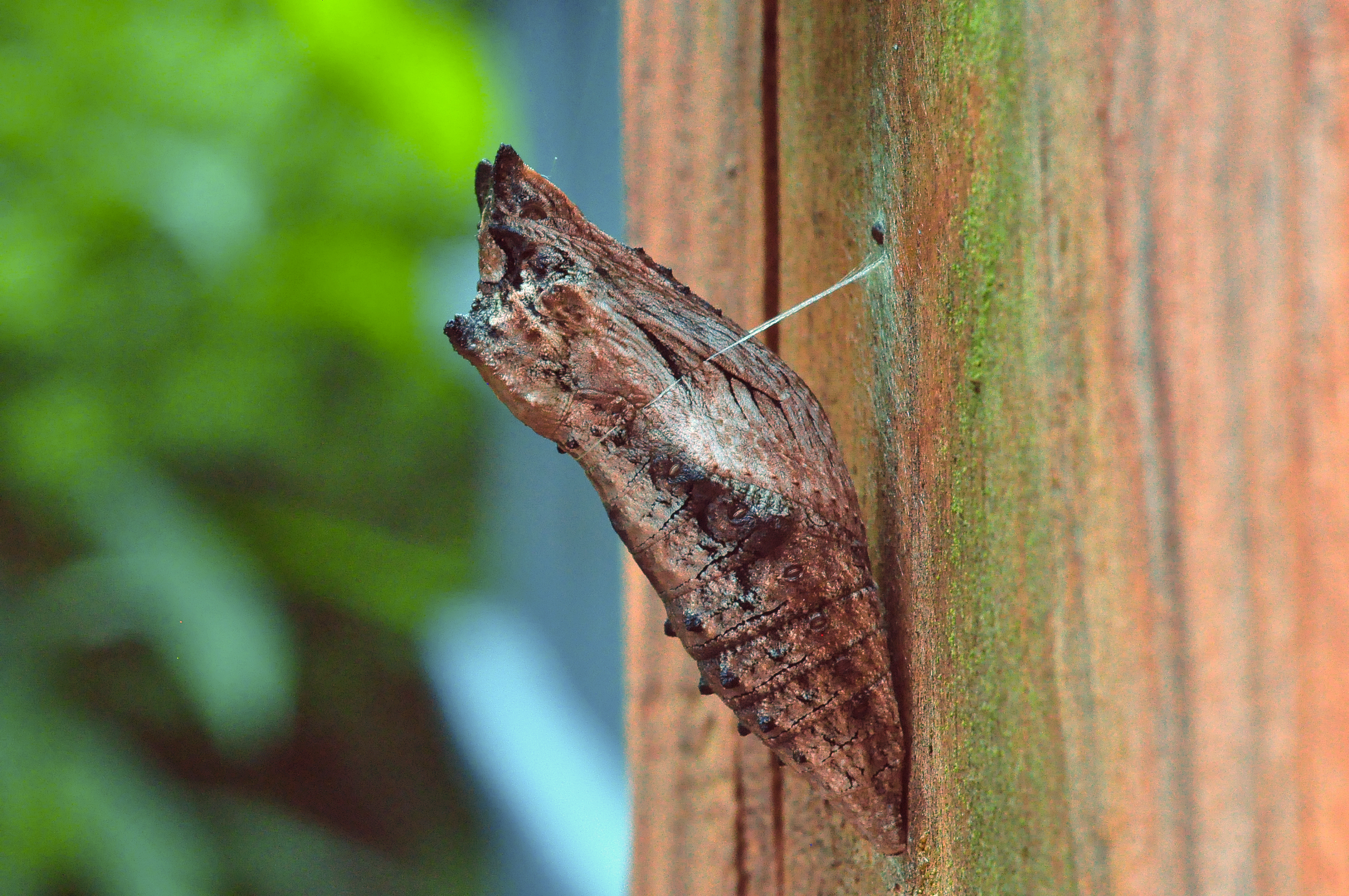
褐色の蛹, アメリカ（ペンシルベニア州）
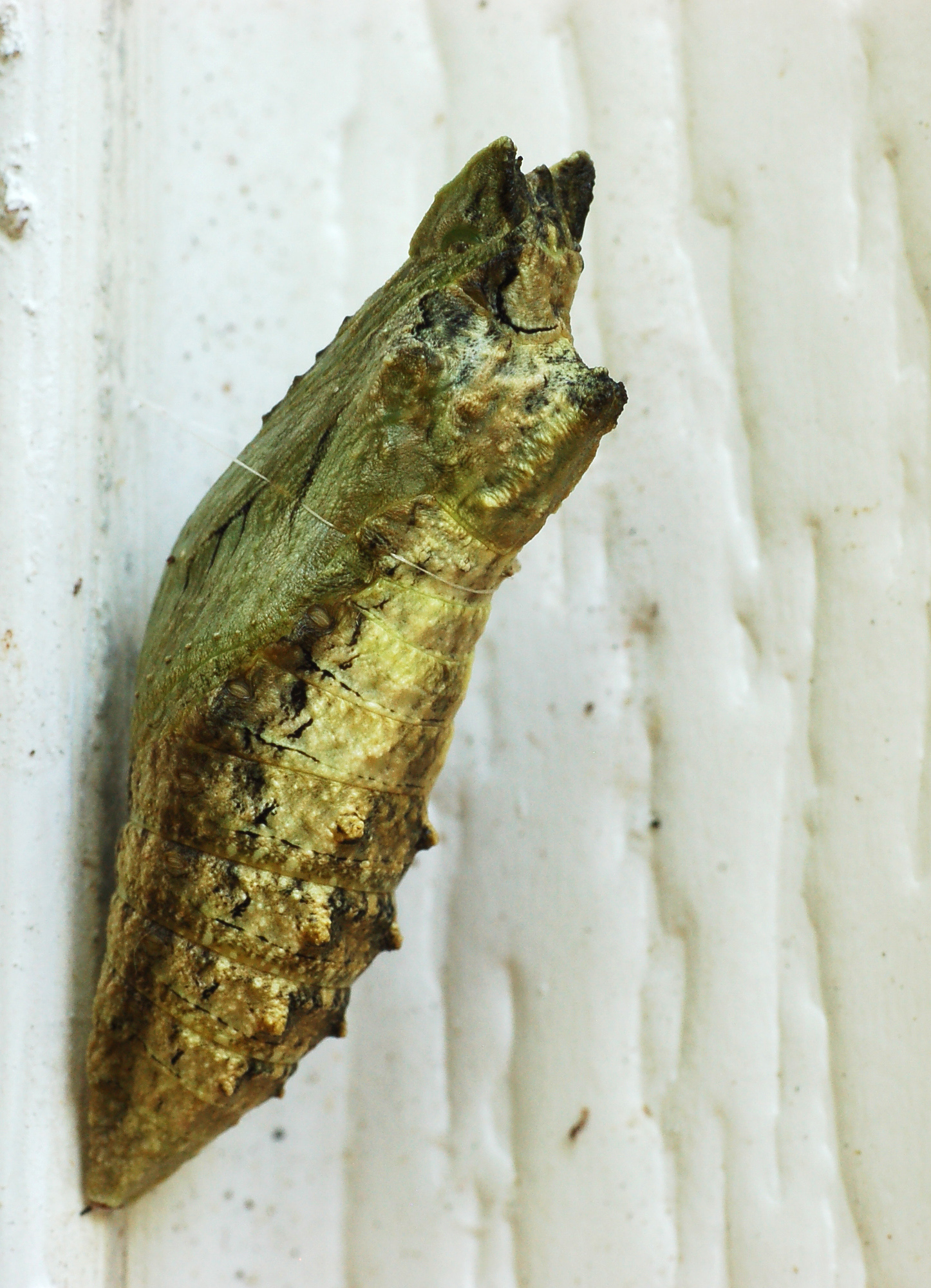
緑褐色の蛹, アメリカ（ペンシルベニア州）

### 和文
- 阿江, 茂 (1971). “アゲハチョウ属の種間雑種の研究(続報)”. 日本鱗翅学会特別報告 (5). NAID 110007647809.

- Shiraiwa, Kojiro (1996-2021). “アゲハチョウ族（Papilionini）のページ 4”. ぷてろんワールド. 2021年9月17日閲覧。

### 英文
- Codella, Jr., Sylvio G.; Lederhouse, Robert C. (1989). “Intersexual Comparison of Mimetic Protection in the Black Swallowtail Butterfly, Papilio polyxenes: Experiments with Captive Blue Jay Predators”. Evolution 43 (2):  410-420. doi:10.2307/2409216.

- Heinz, Cheryl A.; Feeny, Paul (2005). “Effects of contact chemistry and host plant experience in the oviposition behaviour of the eastern black swallowtail butterfly”. Animal Behaviour 69 (1):  107-115. doi:10.1016/j.anbehav.2003.12.028.

- MIYAKAWA, Misa; ITO-HARASHIMA, Sayoko; YAGI, Takashi (2017). “Unique phylogenetic position of the Japanese Papilio machaon population in the subgenus Papilio (Papilionidae: Papilio) inferred from mitochondrial DNA sequences [ミトコンドリアDNA配列から示されたキアゲハ亜属における日本産キアゲハ独特の系統学的位置]”. 蝶と蛾 Lepidoptera Science (日本鱗翅学会) 68 (3-4):  121-128. doi:10.18984/lepid.68.3-4_121.

- Orellana-B., Andrés M. (2009). “DESCRIPTION OF A NEW TROPICAL SUBSPECIES OF THE BLACK SWALLOWTAIL BUTTERFLY, PAPILIO POLYXENES (LEPIDOPTERA: PAPILIONIDAE) FROM VENEZUELA”. Boletín Científico. Centro de Museos. Museo de Historia Natural 13 (1):  92-101. ISSN 0123-3068.

- Puttick, A.; Walker, A.; Hall, P. (2021), “Papilio polyxenes”, The IUCN Red List of Threatened Species 2021, doi:10.2305/IUCN.UK.2021-1.RLTS.T110613568A110613582.en, e.T110613568A110613582

- Scott, James A. (1987). The butterflies of North America : a natural history and field guide. Stanford University Press. ISBN 0804712050

- TAKEUCHI, Tsuyoshi (2019). “Mating behavior of the Old World swallowtail, Papilio machaon [キアゲハの配偶行動]”. 蝶と蛾 Lepidoptera Science (日本鱗翅学会) 70 (1):  17-24. doi:10.18984/lepid.70.1_17.